# 迈尼耶
迈尼耶（阿拉伯语：المنيعة）是阿尔及利亚盖尔达耶省的一个绿洲市镇。